# Michael Turner
Pour les articles homonymes, voir Turner et Michael Turner (homonymie).
Michael Turner, né le 21 avril 1971 à Crossville (Tennessee) et mort le 27 juin 2008 à Santa Monica (Californie), est un dessinateur et scénariste américain de comics. Il est connu pour son travail sur les séries Witchblade, Fathom, Superman/Batman, Soulfire, et plus généralement avec les éditions DC Comics ou Marvel Comics.  

## Biographie
Michael Turner naît le 21 avril 1971 à Crossville, dans le Tennessee. Après des études à l'université du Tennessee, il obtient un diplôme de l'International Performing Arts Academy et déménage à San Diego, où il développe son activité de scénariste de comics.
En 1993, le dessinateur Marc Silvestri découvre son travail lors d'une convention et l'embauche au sein de sa maison d'édition Top Cow. Michael Turner y participe à la création des personnages de Sara Pezzini, Kenneth Irons, et Ian Nottingham de la série Witchblade.
Un peu plus tard, il développe sa propre série, Fathom, pour laquelle il passe plusieurs heures en plongée sous-marine afin de reproduire la faune et la flore marines. Michael Turner participe également à l'élaboration du comics consacré à l'héroïne de la série de jeux Tomb Raider.
En mars 2000, on lui diagnostique un chondrosarcome, une forme de cancer, au niveau du bassin droit. Il est traité au centre médical Ronald Reagan UCLA.
À la fin de l'année 2002, Turner quitte Top Cow pour fonder sa propre maison d'édition, Aspen comics, située à Santa Monica, avec un studio à Marina del Re.
La sortie des comics d'Aspen est retardée par un procès d'un an avec Top Cow sur les droits de Fathom, Soulfire et Ekos, que Turner a développé avant le diagnostic de son cancer et son départ de Top Cow. Le procès est réglé à l'amiable en 2003.
Turner produit, entre autres, les dessinateurs Talent Caldwell, JT Krull, Koi Turnbull, Marcus To, Cannon Hawke et Micah Gunnel. Les scénaristes Jeph Loeb et Geoff Johns participent, respectivement, au lancement des séries Soulfire et Ekos.
Il travaille aussi pour DC Comics, réalisant l'arc The Supergirl from Krypton dans la série Superman/Batman scénarisée par Jeff Loeb, et supervisant un arc sur les séries Superman, Godfall.
Il réalise également des couvertures pour des titres DC, comme Flash et Identity Crisis en 2004.
En 2006, Michael Turner continue de s'occuper de ses propres séries, tout en travaillant pour DC Comics sur le retour de la Justice League of America. Il est aussi chargé de réaliser des couvertures alternatives pour Marvel Comics, dont celles de Civil War, Wolverine : Origins, Ms. Marvel vol. 2 #1 et Black Panther.
Le 27 juin 2008, il meurt d'un cancer à l'hôpital de Santa Monica, en Californie.
Le même jour s'ouvre la convention The Wizard World Chicago. Une minute de silence lui est consacrée.
Michael Turner a été incinéré et ses cendres ont été dispersées dans l'océan à Hawaï.

## Sélection de publications
(les titres suivis d'un * ont été traduits en français, même partiellement) 

### Label Top Cow / Éditions Image Comics
- Witchblade, créée par Marc Silvestri, David Wohl, Brian Haberlin & Michael Turner (1996 à 1998)
  - Numéro 1 à 22, numéro 25, 50, 86, 100 et 103
    - Publié en français aux éditions Semic, Witchblade tomes 1 à 27
- Cyberforce, de Marc Silvestri et Eric Silvestri
  - Cyberforce Origins Vol. 2 – Stryker avec M. Silvestri (scénario), M. Turner (dessin) et B. Haberlin (couleurs) (1995)
- Ballistic, de David Wohl, Brain Haberlin (scénario) et Michael Turner (dessin) Nathan Cabrera et Ashby Manson (couleurs)
  - Tome 1 : Issue #1 (1995)
  - Tome 2 : Issue #2 (1995)
  - Tome 3 : Issue #3 (1995)
- Devil's Reign Crossover * crossover entre les univers Top Cow et Marvel Comics
  - Vol. 5 Wolverine/Witchblade, avec D. Wohl et C. Z (scénario), M. Turner (dessin) et J. Smith (couleurs) (1997)
  - Vol. 6 Witchblade/Elektra, avec D. Wohl et C. Z (scénario), B. Tan et J. Benitez (dessin), J. Smith (couleurs) et M. Turner (couverture) (1997)
- Fathom, série crée par M. Turner (1999 à 2003)
  - Vol. 0 Preview + Vol. 1 à 14 Fathom et Killian's Tide
    - Publié en français chez Delcourt avec la série Fathom origines (Vol. 1 La Rage de Killian, Vol. 2 Émergence, Vol. 3 Soleil bleu et Vol. 4 Le Destin de Taras) et la série Fathom (Vol. 1 À l'aube de la guerre, Vol. 2 Guerre millénaire, Vol. 3 Illumination, Vol. 4 Ultime limite et Vol. 5 Maelström)
- Tomb Raider Numéro 25, de John Ney Rieber (scénario) et Michael Turner (dessin)
  - Publié en français aux éditions Semic, Tomb Raider Vol. 6 Endgame (2003)
- Tomb Raider/Witchblade Numéro 1  
  - Publié en français aux éditions Semic, Witchblade Tomb Raider Oneshot (1999)
- Michael Turner Presents Aspen  *
- Aria *

### Autres éditions
- Ekos Preview (Aspen, 2003) *
- Hulk, World War Hulk (cover)
- Onslaught Reborn #1 (cover)
- Soulfire (Aspen, 2003) *
- Superman #202-203 (« Godfall », scénario et couvertures, DC, 2004) *
- Superman : For Tomorrow (variant cover)
- Superman Krypton's Destroyer (DC)
- Superman/Batman #8-13 (DC, 2004) *
- Michael Turner Tribute edition, 2008 (Wizard Entertainment)
- Identity Crisis *
- Wizard #84, #90, #122, #139, #148, #154, #159, #169, #176 (cover)
- Action Comics #812-813 ("Godfall", scénario et couvertures, DC, 2004) *
- Adventures of Superman #625-626 ("Godfall", scénario et couvertures, DC, 2004) *
- The Darkness #7 & 11 (variant cover)*